# Rekommendationssystem
För andra betydelser, se Rekommendation.
Rekommendationssystem är IT-baserade stödsystem för att för webbplatser främst av typen e-handel, som kan utifrån givna rekommendationer, förutsäga intresse till ännu ej prövade produkter och tjänster. Kända webbplatser som använder rekommendationssystem inkluderar Amazon.com, Filmtipset, Netflix och Spotify.
Antalet rekommendationssystem på Internet har vuxit kraftigt på senare år, exempelvis för e-handel, filmer, musik, nyheter, böcker, spel, restauranger, recept och öl. 
Två huvudmetoder används för att bestämma vilka rekommendationer som ska ges: innehållsbaserad filtrering och kollaborativ filtrering. Innehållsbaserad filtrering identifierar objekt som liknar sådant användaren tidigare gett höga betyg. Kollaborativ filtrering identifierar istället andra användare vars smak liknar användarens och presenterar objekt de gett höga betyg, men som användaren ännu inte sett.